# Nižný Žipov
Nižný Žipov est un village de Slovaquie situé dans la région de Košice.

## Microrégion
Nižný Žipov fait partie depuis 2007 de la microrégion de Roňava. Les autres villages faisant partie de la microrégion sont Brezina, Byšta, Čeľovce, Egreš, Kazimír, Kuzmice, Lastovce, Luhyňa, Michaľany (siège), Slivník, Stanča, Veľaty et Zemplínska Nová Ves. Le nom Roňava provient de la rivière homonyme affluente du Bodrog.

## Histoire
Première mention écrite du village en 1221.
Le village a subi une inondations le 16 mai 2010.

## Démographie

### Évolution de la population
| Année:               | 1994. | 2004.    | 2014.    | 2024.   |
| -------------------- | ----- | -------- | -------- | ------- |
| Nombre de personnes: | 1193  | 1350     | 1503     | 1496    |
| Différence:          |       | +13,16 % | +11,33 % | -0,46 % |

| Année:               | 2023. | 2024.   |
| -------------------- | ----- | ------- |
| Nombre de personnes: | 1477  | 1496    |
| Différence:          |       | +1,28 % |